# Visitkort

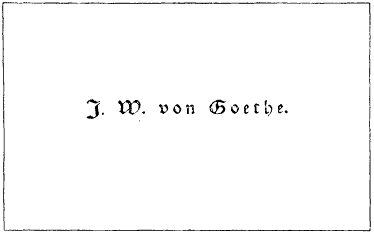
Visitkort för Johann Wolfgang von Goethe

För det historiska fotoformatet, se Carte de visite.
Visitkort är ett mindre kort oftast av kartongtypen cardstock med ägarens namn, samt vanligen även adress och annan kontaktinformation.

## Historia
Bruket av visitkort kan ledas tillbaka till det forntida Kina. I Europa verkar de ha förekommit minst sedan 1500-talet. De blev vanliga i Frankrike under 1600-talet genom att förenkla det invecklade system av artighetsvisiter som rådde inom aristokratin. Genom särskilda förkortningar kunde visitens syfte markeras på kortet, exempelvis p.p.c. (fr., pour prendre congé, 'för att ta avsked').
Exempel på koder är:
- p.f.: pour féliciter (för att lyckönska)
- p.c.: pour condoléance (för att beklaga)
- p.r.: pour remercier (för att tacka)
- p.p.c.: pour prendre congé (för att ta avsked) alternativt på svenska a.t.a.: (att ta avsked).[1]
- p. p.: pour présenter (för att presentera någon)
- p. p. p.: pour prendre part, (för att ta del av)
- r. s. v. p.: (répondez s’il vous plaît), = o. s. a. (om svar anhålles)

Wingårdh (1958) skriver dock att det är enklare och mer rejält att i stället för dessa koder skriva rakt på sak vad visiten gäller.
Bruket att gå på visit och, kopplat till detta, att använda visitkort förekom inom över- och medelklass inom hela den västerländska kultursfären in på 1900-talet. Reglerna för hur visitkorten skulle överlämnas var komplicerade. Vid besök kunde herrar sända två visitkort till familjen (det ena för herrn, det andra för frun); damer endast ett (till frun). Sökte man någon och denne inte var hemma, lämnade man sitt visitkort. Vill man visa att man personligen uppvaktat, gjorde man ett veck i kortets högra hörn. Tanken med vikningen var att besökaren hade infunnit sig, och sedan när den besökte inte var anträffbar, så hade han under sin väntan tummat på kortet så att hörnet vikits.
Visitkortets hörn kunde vikas på olika sätt med olika betydelser. Ett litet veck uppåt, mot namnsidan i kortets övre vänstra hörn, betyder, att man avlagt besök för att ta avsked. Viks övre högra hörnet, har besökets ändamål varit att framföra en lyckönskan. Viks nedre vänstra hörnet, har besöket endast avsett en vanlig hövlighetsvisit. Slutligen, om kortet avlämnas med nedre högra hörnet vikt, gäller besöket affärer.
Som gyllene regel gällde också att en gift dam aldrig fick lämna sitt visitkort till en herre.
Visitkorten användes vid fem angivna tillfällen: vid visit, att sändas vid uppvaktning, för kortare meddelande, för identifiering av presenter och överlämnade handlingar, markering av plats eller märkning av resgods.
Under 1700-talet kunde visitkort dekoreras med konstnärlig utsmyckning. Under 1800-talet minskades utsmyckningen till att ofta endast omfatta en ram runt kortet. Kort med endast text blev då också vanliga. Texten omfattade endast information om ägarens namn och titel samt i vissa fall adress. Om kortets innehavare var ensam om sin titel, exempelvis Ministern för utrikes ärenden, så kunde namnet utelämnas.

## Dagens visitkort
Bruket av personliga visitkort enligt den tidigare etiketten är idag mindre vanligt. Däremot har visitkort för anställda inom företag och organisationer blivit vanliga från 1900-talet och framåt.
Dagens visitkort ges ofta en iögonenfallande utformning, med företagets märke eller logotyp samt ibland även foto på kortets ägare. Vidare anges ägarens namn, titel och funktion inom företaget, samt alla de kontaktuppgifter till personen och till företaget som kan anses nödvändiga.

### Format
| Standard                                              | Storlek (mm)  | Bredd/höjd |
| ----------------------------------------------------- | ------------- | ---------- |
| ISO 7810 ID-1, kreditkortsformat                      | 85,60 × 53,98 | 1,586      |
| ISO 216, A8                                           | 74 × 52       | 1,423      |
| Australien, Nya Zeeland, Norden                       | 90 × 55       | 1,636      |
| Kanada, Nederländerna, USA                            | 89 × 51       | 1,75       |
| Japan                                                 | 91 × 55       | 1,655      |
| Tyskland, Frankrike, Italien, Spanien, Storbritannien | 85 × 55       | 1,545      |
| Ungern, Tjeckien                                      | 90 × 50       | 1,8        |
| Kina                                                  | 90 × 54       | 1,667      |

## Relaterat format
Visitkort har släktskap med men skiljer sig från Carte de visite, utom i Frankrike där de är synonymer.